# Bernex (Haute-Savoie)
Pour les articles homonymes, voir Bernex.
Bernex (prononcé [bɛʁnɛks] ; mais le -ex ne se prononce pas traditionnellement) est une commune française située dans le département de la Haute-Savoie, en région Auvergne-Rhône-Alpes.

## Géographie

### Situation

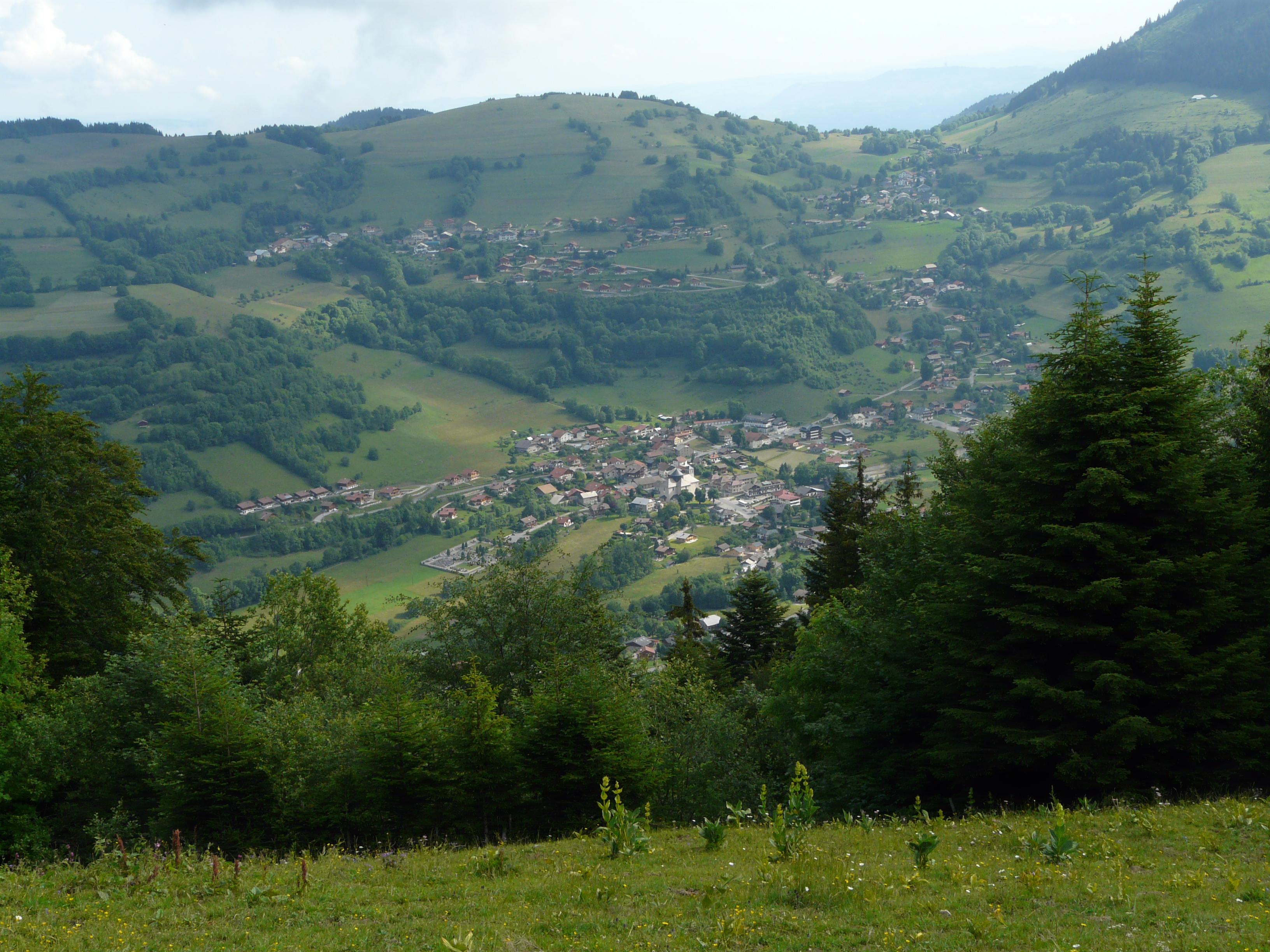
Bernex au pied du mont Bénand.

La commune est localisée dans le Chablais français en Pays de Gavot.
Bernex se situe à 10 km au sud-est d'Évian-les-Bains et à l'ouest de la Dent d'Oche, dans le massif du Chablais.

### Climat
Située dans les Alpes du nord-ouest, la commune de Bernex est sujette à un climat continental montagnard codé Dfb dans la classification de Köppen, caractérisé par un froid et un enneigement important l'hiver et par des étés doux et ensoleillés mais ponctués d'orages fréquents.
Cependant, la pluviométrie annuelle moyenne de Bernex est l'une des plus élevées de France avec 1 802 mm.
| Mois                              | jan. | fév. | mars | avril | mai  | juin | jui. | août | sep. | oct. | nov. | déc. | année |
| --------------------------------- | ---- | ---- | ---- | ----- | ---- | ---- | ---- | ---- | ---- | ---- | ---- | ---- | ----- |
| Température minimale moyenne (°C) | −3,4 | −3,1 | −0,5 | 2,6   | 6,9  | 11,3 | 13,6 | 13,7 | 10,4 | 6,7  | 1,4  | −2,2 | 4,8   |
| Température moyenne (°C)          | −0,4 | 0,3  | 3,7  | 7,6   | 11,7 | 16   | 17,8 | 17,7 | 14,1 | 10,4 | 4,5  | 0,6  | 8,7   |
| Température maximale moyenne (°C) | 2,9  | 3,9  | 7,7  | 11,8  | 15,6 | 19,6 | 21,4 | 21,2 | 17,6 | 14,1 | 7,8  | 3,9  | 12,3  |
| Précipitations (mm)               | 129  | 117  | 119  | 128   | 191  | 196  | 198  | 181  | 139  | 123  | 135  | 146  | 1 802 |

### Voies de communication et transports
- Départementale 21 puis direction D52 Saint-Paul La Beunaz.
- Départementale 32 par Vinzier
- Les transports en commun d'Évian-les-Bains (ÉVA'D) desservent la commune via la ligne 124.
- Navette-bus et taxi Evian-Bernex
- Petit train gratuit, pendant les vacances de Noël ou de février, pour gagner plus rapidement les pistes de ski ou pour se rendre au centre du village
- Gare SNCF d'Évian-les-Bains à 12 km: TER AURA et TGV InOui direct Paris-Evian les weekends
- Aéroport de Genève-Cointrin, en Suisse, à 60 km

## Urbanisme

### Typologie
Au 1er janvier 2024, Bernex est catégorisée bourg rural, selon la nouvelle grille communale de densité à sept niveaux définie par l'Insee en 2022.
Elle appartient à l'unité urbaine de Saint-Paul-en-Chablais, une agglomération intra-départementale regroupant deux  communes, dont elle est une commune de la banlieue,,. Par ailleurs la commune fait partie de l'aire d'attraction de Thonon-les-Bains, dont elle est une commune de la couronne,. Cette aire, qui regroupe 18 communes, est catégorisée dans les aires de 50 000 à moins de 200 000 habitants,.

### Occupation des sols
L'occupation des sols de la commune, telle qu'elle ressort de la base de données européenne d’occupation biophysique des sols Corine Land Cover (CLC), est marquée par l'importance des forêts et milieux semi-naturels (76,5 % en 2018), en diminution par rapport à 1990 (80,8 %). La répartition détaillée en 2018 est la suivante :
forêts (47,5 %), milieux à végétation arbustive et/ou herbacée (22,1 %), prairies (8,8 %), zones agricoles hétérogènes (7,8 %), zones urbanisées (6,9 %), espaces ouverts, sans ou avec peu de végétation (6,9 %).
L'IGN met par ailleurs à disposition un outil en ligne permettant de comparer l’évolution dans le temps de l’occupation des sols de la commune (ou de territoires à des échelles différentes). Plusieurs époques sont accessibles sous forme de cartes ou photos aériennes : la carte de Cassini (XVIIIe siècle), la carte d'état-major (1820-1866) et la période actuelle (1950 à aujourd'hui).

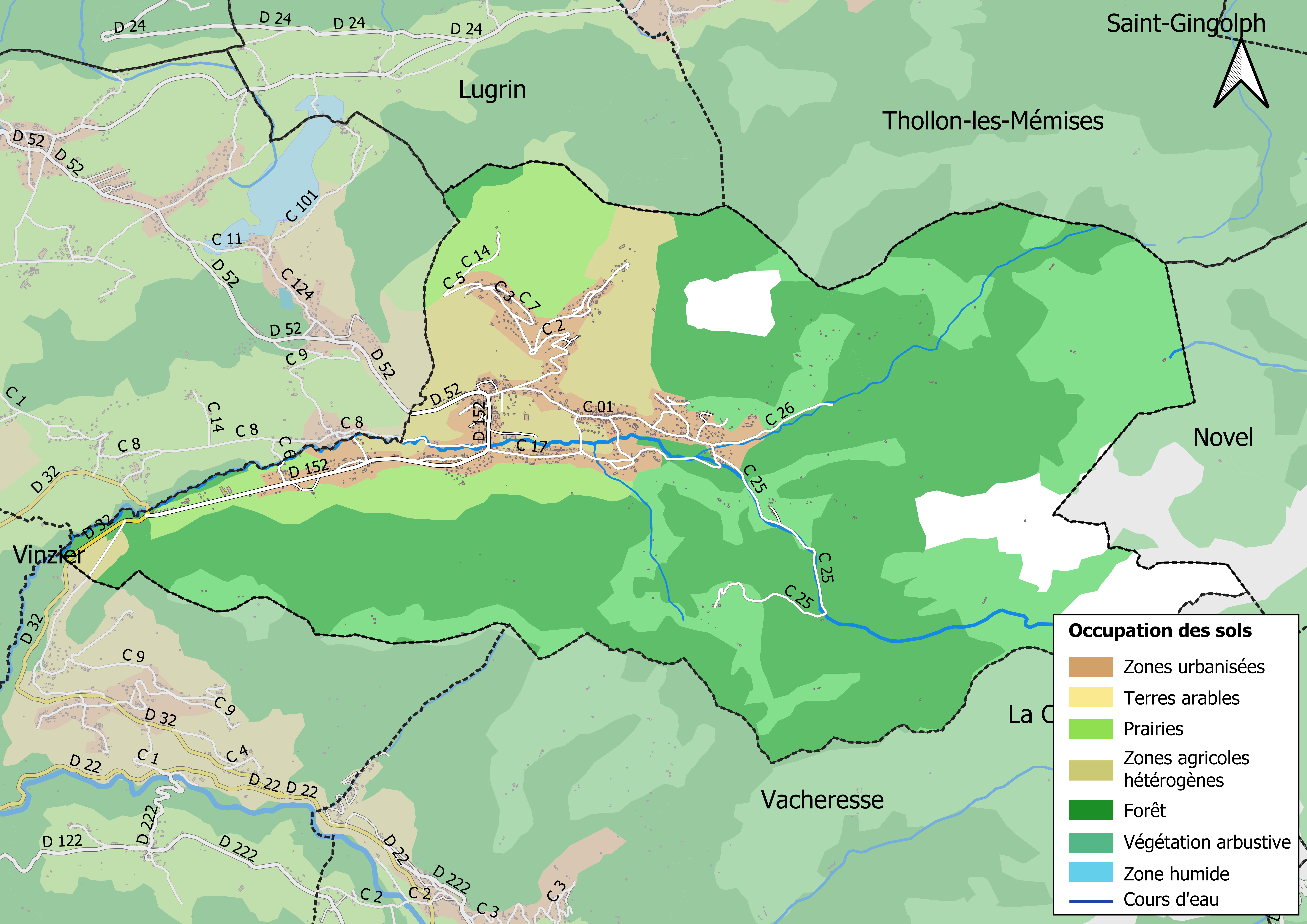
Carte des infrastructures et de l'occupation des sols en 2018 (CLC) de la commune.
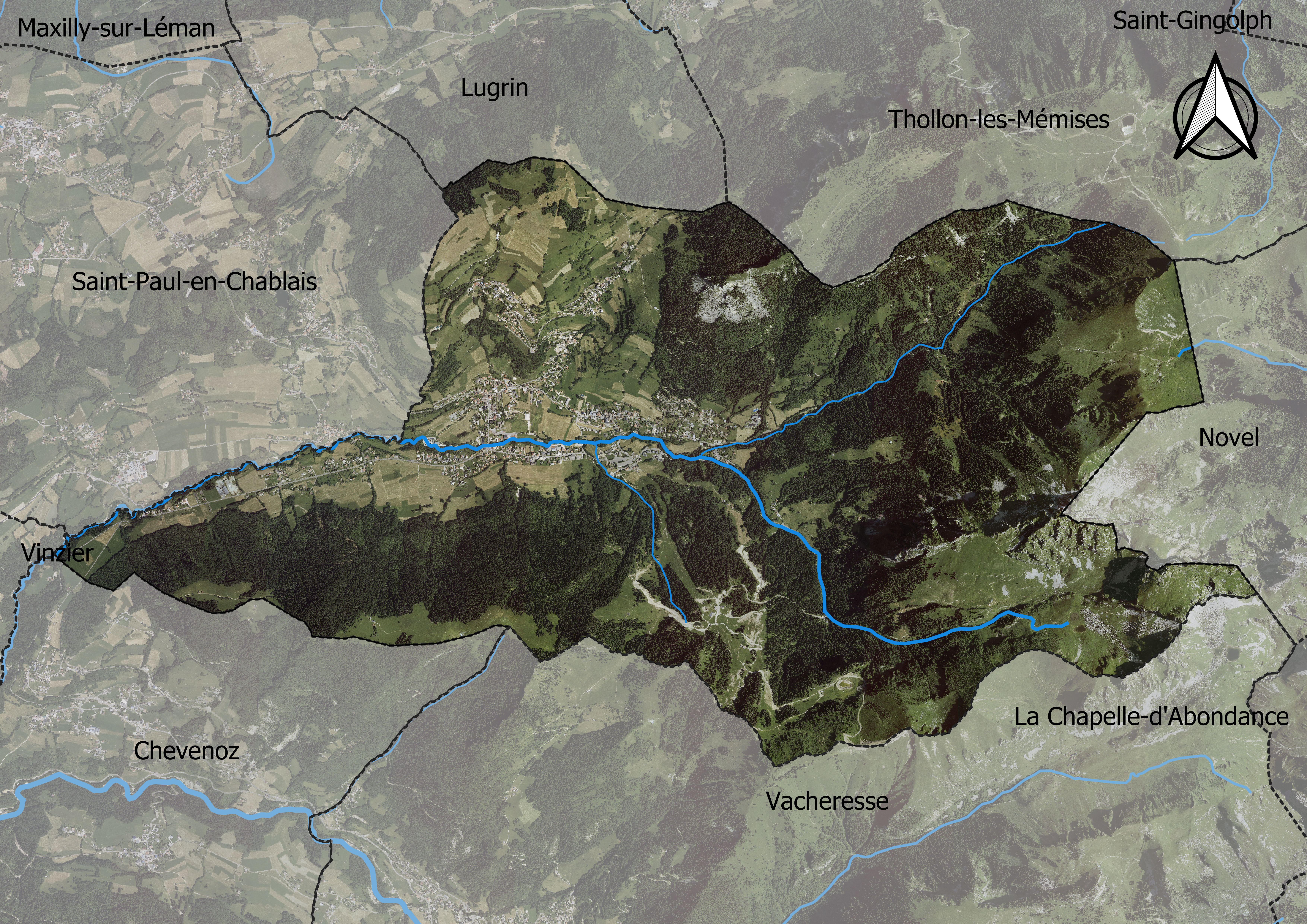
Carte orthophotogrammétrique de la commune.

## Toponymie
Bernex est un toponyme recouvrant plusieurs significations selon les étymologistes. Pour certains, le terme provient d'un nom gaulois, Brennos, qui aurait été latinisé et associé au suffixe -acum pour donner *Brennacum. En langue gauloise, *brenno signifie « corbeau ». Antoine Philippe Houzé, dans son Étude sur la signification des noms de lieux en France (1864), considère que les mots commençant par Bern aurait une origine celtique. Ils proviendraient du mot Brennec  signifiant « jonchaie, dans un terrain bas, brenneux » (p. 23). D'autres considèrent que Bernex aurait la même racine que le nom de la ville suisse de Berne, associant ainsi Bern (Bär en allemand, « ours ») au mot allemand ex (« rocher »).
Traditionnellement en Savoie, le -ex final ne se prononce pas et Bernex devrait se prononcer Berné. Toutefois, cet usage n'est que rarement appliqué pour la commune, car « le glissement de la prononciation savoyarde d'une commune chablaisienne vers sa version française est [parfois] proportionnelle à son attraction touristique ». En francoprovençal, le nom de la commune se prononce Barné (graphie de Conflans) ou Bèrnèx (ORB).

## Histoire
Le nom du patron, dès les origines, de la paroisse est saint Ours ou Ours d'Aoste. La première mention de la paroisse est ecclesia S. Ursi de Brenatis, on la trouve durant la période s'étalant de 1078 à 1120.

## Politique et administration

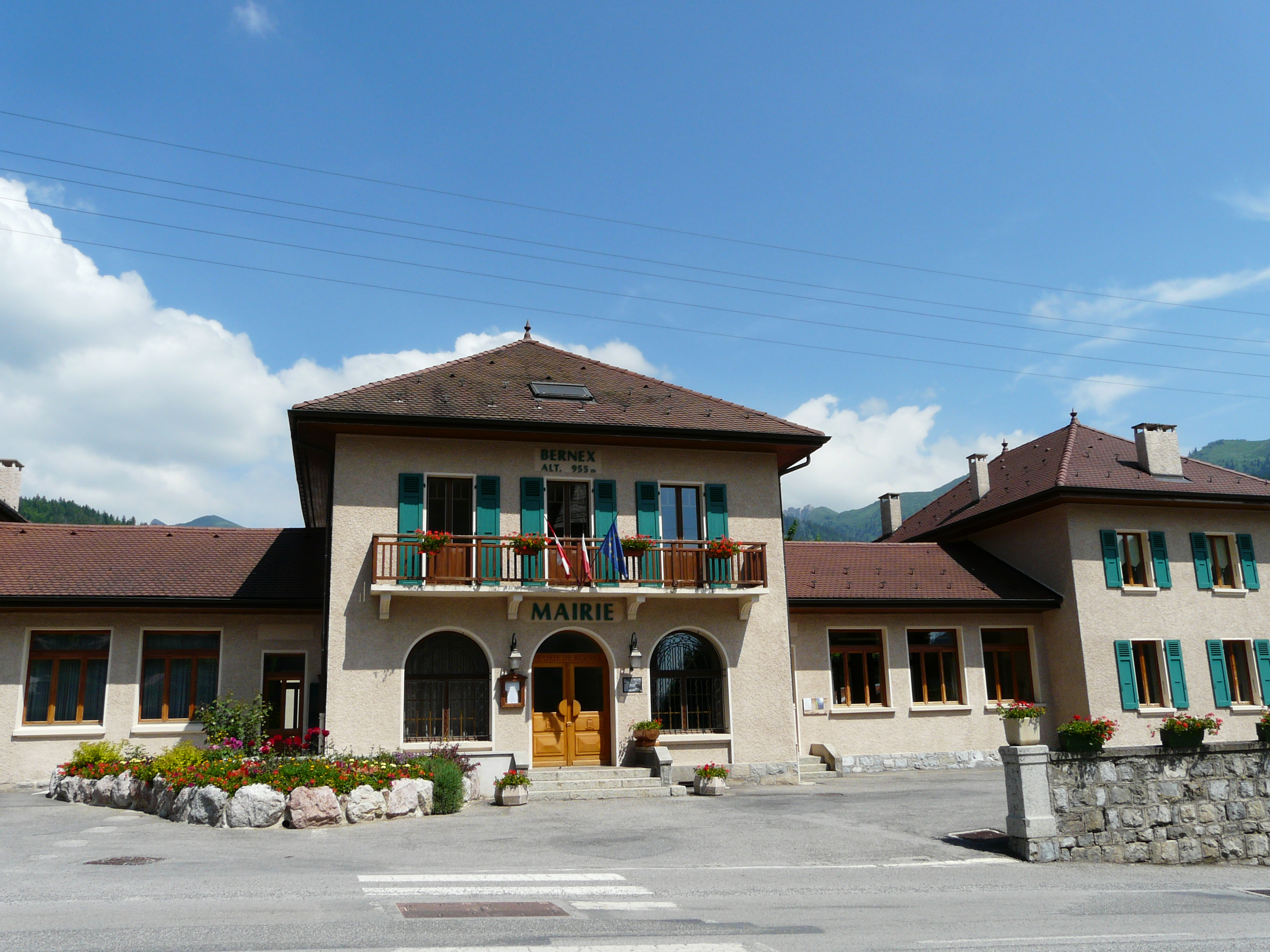
La mairie.

### Rattachements administratifs et électoraux
Bernex fait partie de l'arrondissement de Thonon-les-Bains et de la cinquième circonscription de la Haute-Savoie
La commune était rattachée depuis l'Annexion de la Savoie jusqu'en 1948 au canton d'Abondance, date à laquelle elle a été incluse dans le canton d'Évian-les-Bains. Dans le cadre du redécoupage cantonal de 2014 en France, la composition de ce canton a été modifiée et compte désormais 33 communes

### Intercommunalité
La commune est membre depuis 2017 de la communauté de communes Pays d'Évian Vallée d'Abondance.

### Liste des maires
| Période                                  | Période      | Identité              | Étiquette | Qualité                                      |
| ---------------------------------------- | ------------ | --------------------- | --------- | -------------------------------------------- |
| Les données manquantes sont à compléter. |              |                       |           |                                              |
| 1983                                     | mars 2001    | Joseph Trincat        | DVD       |                                              |
| mars 2001                                | mars 2008    | Louis Servoz          |           |                                              |
| mars 2008                                | 11 juin 2016 | Joseph Trincat        | DVD       | Retraité des Eaux d'Évian Décédé en fonction |
| 12 septembre 2016                        | En cours     | Pierre-André Jacquier |           |                                              |

### Jumelages
Bernex est jumelée avec Sannerville (Calvados).

## Population et société
Ses habitants sont appelés les Bernolands.

### Démographie
L'évolution du nombre d'habitants est connue à travers les recensements de la population effectués dans la commune depuis 1793. Pour les communes de moins de 10 000 habitants, une enquête de recensement portant sur toute la population est réalisée tous les cinq ans, les populations de référence des années intermédiaires étant quant à elles estimées par interpolation ou extrapolation. Pour la commune, le premier recensement exhaustif entrant dans le cadre du nouveau dispositif a été réalisé en 2007.

En 2022, la commune comptait 1 450 habitants, en évolution de +10,77 % par rapport à 2016 (Haute-Savoie : +6,01 %, France hors Mayotte : +2,11 %).
| 1793 | 1800 | 1806 | 1822 | 1838 | 1848 | 1858 | 1861 | 1866  |
| ---- | ---- | ---- | ---- | ---- | ---- | ---- | ---- | ----- |
| 731  | 478  | 485  | 934  | 968  | 990  | 949  | 955  | 1 015 |

| 1872  | 1876  | 1881  | 1886  | 1891  | 1896  | 1901  | 1906  | 1911 |
| ----- | ----- | ----- | ----- | ----- | ----- | ----- | ----- | ---- |
| 1 040 | 1 057 | 1 078 | 1 069 | 1 038 | 1 018 | 1 060 | 1 086 | 959  |

| 1921 | 1926 | 1931 | 1936 | 1946 | 1954 | 1962 | 1968 | 1975 |
| ---- | ---- | ---- | ---- | ---- | ---- | ---- | ---- | ---- |
| 914  | 851  | 821  | 762  | 701  | 676  | 711  | 613  | 618  |

| 1982 | 1990 | 1999 | 2006  | 2007  | 2012  | 2017  | 2022  | - |
| ---- | ---- | ---- | ----- | ----- | ----- | ----- | ----- | - |
| 638  | 737  | 854  | 1 137 | 1 178 | 1 248 | 1 352 | 1 450 | - |

### Enseignement
La commune de Bernex est rattachée à la circonscription d'Évian-les-Bains, au bassin de formation de Thonon-les-Bains et à l'académie de Grenoble.
La commune gère l'école primaire Les Clarines, qui comprend des classes maternelles, élémentaires et spécialisée. L'école Saint-Ours est privée et comprend une classe maternelle et une classe élémentaire.

### Manifestations culturelles et festivités

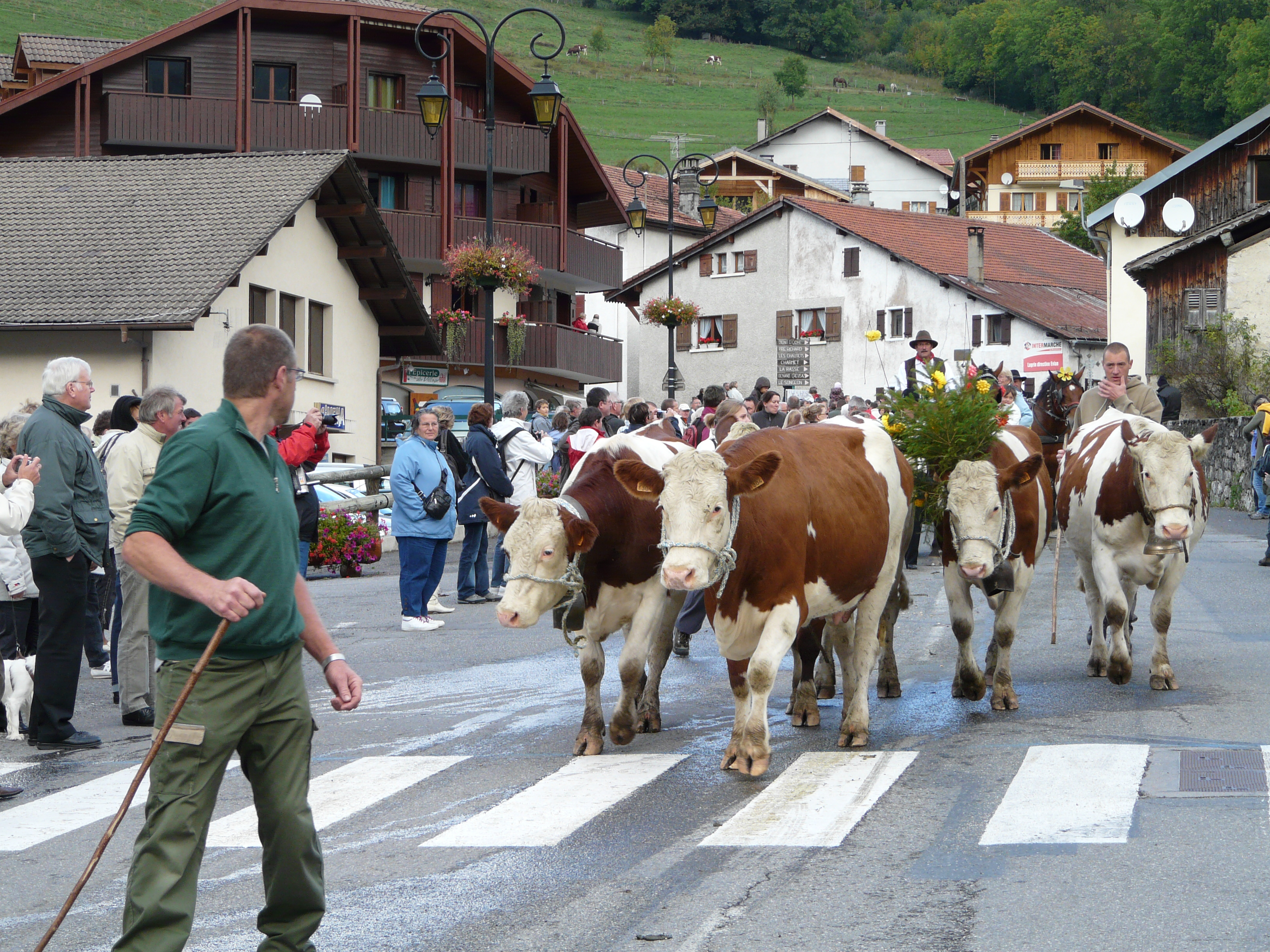
La démontagnée en septembre 2010.

- Montée impossible et course pédestre de la Dent d'Oche, toutes les années en juin.
- Bernex Slope Contest, en août;
- Désalpe traditionnelle ou La Démontagnée, avec foire de la Saint-Michel, le dernier samedi du mois de septembre, à l'occasion de la Saint-Michel.
- Marché de Noël début décembre.
- Pendant les vacances scolaires d'hiver et d'été, animations de l'Office du Tourisme: pots d'accueil, soirées bernolandes(marché artisanal), descentes aux flambeaux l'hiver, sorties en montagne accompagnées, etc.

### Santé
Masseur kinésithérapeute.

### Station de sports d'hiver et d'été
- 60 km de pistes de ski alpin,de fond et de luge, patinoire naturelle, bike-park, VTT, cyclisme, tennis, pétanque, parapente, équitation, foot.
- Itinéraires de randonnées pédestres et équestres balisées ou non (GR 5, GR Balcon du Léman, boucles locales, sentier à thème du Mont Bénand, sentiers de Pré Richard).
- Itinéraires balisés ou non en raquettes au départ de la station de ski.
- Accompagnateurs en montagne été et hiver.

### Médias
- Télévisions locales : 8 Mont-Blanc, privée. France 3, publique.
- Radios locales: La Radio Plus, privée. RCF Haute-Savoie, privée catholique. France Bleu Pays de Savoie, publique.
- Presse écrite locale : le quotidien Le Dauphiné, édition Thonon et le Chablais. L'hebdomadaire haut-savoyard Le Messager, édition Chablais. L'Almanach Savoyard. L'Essentiel des Pays de Savoie.

## Économie

### Emploi
Les données économiques la ville de Bernex :
- le taux de chômage en 2007 était de 4,5 % et en 1999 il était de 5,8 % ;
- les retraités et les préretraités représentaient 15,2 % de la population en 2007 et 15,1 % en 1999 ;
- le taux d'activité était de 79,7 % en 2007 et de 74,2 % en 1999.

### Entreprises de l'agglomération
Les principaux secteurs d'activité de la commune de Bernex sont l'agriculture (élevage et produits dérivés), l'artisanat (construction de chalets, distillerie, boulangerie-pâtisserie-chocolaterie, coiffeur, esthéticienne), le commerce (supérette, tabac-presse, magasins de sports) et le tourisme.

### Commerce
Un boulanger-pâtissier-chocolatier, un coiffeur, une esthéticienne, une distillerie artisanale, une supérette, un tabac-presse, 4 magasins de sports, des fermes avec fabrication et vente de fromages et de produits laitiers, 7 restaurants, un cinéma.

### Tourisme
En 2017, la capacité d'accueil de la station-village, estimée par l'organisme Savoie Mont Blanc, est de 5 037 lits touristiques répartis dans 883 structures. Les hébergements se répartissent comme suit : 41 meublés ; un hôtel, « Chez Tante Marie » ; 6 centres ou villages de vacances/auberges de jeunesse ; deux refuges (refuges de Titlis et de la Dent d'Oche (2114 m)) et une chambre d'hôtes labellisée (« le Titlis »).

## Culture et patrimoine

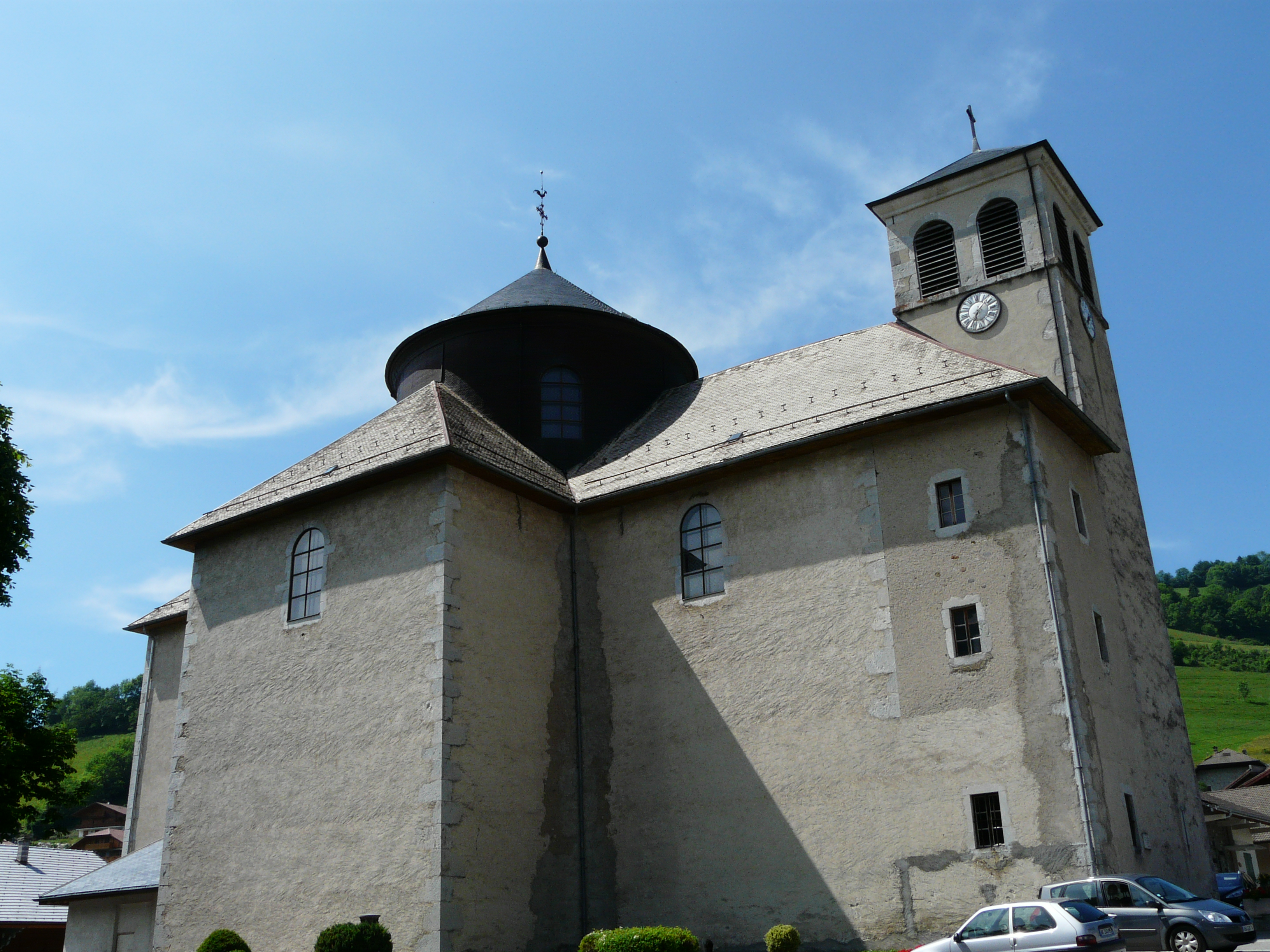
L'église.

### Lieux et monuments
- Église Saint-Ours, style néo-classique sarde (1848). L'église primitive ecclesia S. Ursi de Brenatis semble dater du XIe siècle[8].

#### Patrimoine environnemental
- Dent d'Oche (2 222 m).

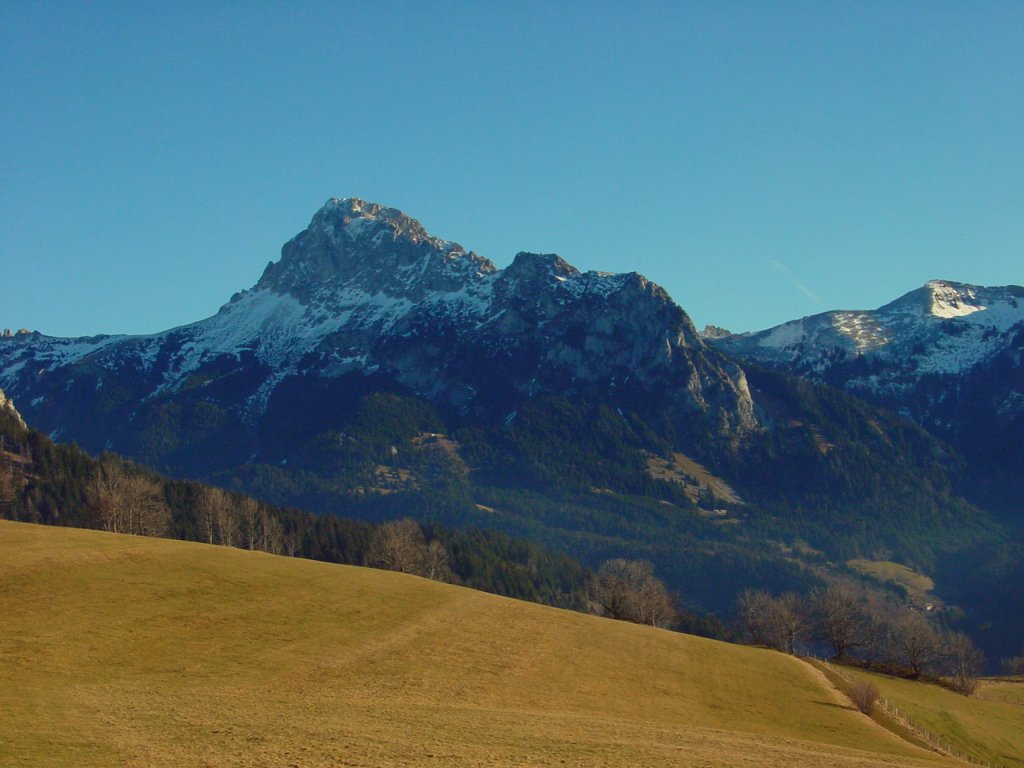
La Dent d'Oche
vue du mont Bénand.

- Alpage d'Oche, Alpage de Pré Richard.
- Mont Baron.
- Tour du Mont Bénand.
- Mont César (1 574 m).
- Plateau du Gavot: marais, tourbières, zones humides, étangs.

### Patrimoine culturel
La commune dispose, entre autres, comme infrastructure pour la vie culturelle locale de La Maison Bernolande qui est une salle des fêtes.

### Personnalités liées à la commune
- Gilles Jacquier, Grand reporter, prix Albert-Londres en 2003, mort en Syrie pendant un reportage de France 2 le 11 janvier 2012.

### Héraldique
| Armes de Bernex | Les armes de Bernex se blasonnent ainsi : D'azur à un ours rampant d'or, armé et lampassé de gueules, sur un mont de trois coupeaux d'argent, chargé d'une flamme aussi de gueules, accompagné en chef de deux étoiles aussi d'argent, l'ours accosté de deux flammes aussi d'or. |